# Avstrijska nogometna reprezentanca
Avstrijska nogometna reprezentanca (nemško Österreichische Fußballnationalmannschaft) je državna reprezentanca, ki zastopa Avstrijo na mednarodni ravni in je pod nadzorom Avstrijske nogometne zveze (nemško: Österreichischer Fußballbund). Avstrija se je kvalificirala na sedem svetovnih prvenstvev, nazadanje leta 1998. Država je prvič igrala na evropskem prvenstvu leta 2008, kot je bila sogostiteljica prvenstva s Švico in nazadnje leta 2016. 

## Postava

### Trenutna postava
Vpoklicani igralci za kvalifikacijsko tekmo za svetovno prvenstvo 2018 proti Irski (12. november 2016) in prijateljski tekmi proti Slovaški (15. november 2016).
| Št. | Položaj | Igralec               | Datum rojstva (starost) | Nastopi | Zadetki | Klub                |
| --- | ------- | --------------------- | ----------------------- | ------- | ------- | ------------------- |
| 1   | GK      | Ramazan Özcan         | 28. junij 1984          | 10      | 0       | Bayer Leverkusen    |
| 23  | GK      | Heinz Lindner         | 17. julij 1990          | 8       | 0       | Eintracht Frankfurt |
| 12  | GK      | Andreas Lukse         | 8. november 1987        | 1       | 0       | Rheindorf Altach    |
|     |         |                       |                         |         |         |                     |
| 3   | DF      | Aleksandar Dragović   | 6. marec 1991           | 54      | 1       | Bayer Leverkusen    |
| 17  | DF      | Florian Klein         | 17. november 1986       | 45      | 0       | VfB Stuttgart       |
| 4   | DF      | Martin Hinteregger    | 7. september 1992       | 22      | 1       | FC Augsburg         |
| 13  | DF      | Markus Suttner        | 16. april 1987          | 18      | 0       | Ingolstadt 04       |
| 5   | DF      | Kevin Wimmer          | 15. november 1992       | 8       | 0       | Tottenham Hotspur   |
| 15  | DF      | Michael Madl          | 21. marec 1988          | 1       | 0       | Fulham              |
| 2   | DF      | Stefan Stangl         | 24. oktober 1991        | 1       | 0       | Red Bull Salzburg   |
|     |         |                       |                         |         |         |                     |
| 11  | MF      | Martin Harnik         | 10. junij 1987          | 63      | 14      | Hannover 96         |
| 7   | MF      | Marko Arnautović      | 19. april 1989          | 60      | 13      | Stoke City          |
| 8   | MF      | David Alaba           | 24. junij 1992          | 54      | 11      | Bayern Munich       |
| 14  | MF      | Julian Baumgartlinger | 2. januar 1988          | 53      | 1       | Bayer Leverkusen    |
| 9   | MF      | Marcel Sabitzer       | 17. marec 1994          | 25      | 4       | RB Leipzig          |
| 6   | MF      | Stefan Ilsanker       | 18. maj 1989            | 21      | 0       | RB Leipzig          |
| 18  | MF      | Alessandro Schöpf     | 7. februar 1994         | 11      | 2       | Schalke 04          |
| 22  | MF      | Valentino Lazaro      | 24. marec 1996          | 5       | 0       | Red Bull Salzburg   |
| 16  | MF      | Louis Schaub          | 29. december 1994       | 2       | 0       | Rapid Wien          |
| 10  | MF      | Karim Onisiwo         | 17. marec 1992          | 2       | 0       | Mainz 05            |
|     |         |                       |                         |         |         |                     |
| 21  | FW      | Marc Janko            | 25. junij 1983          | 61      | 28      | Basel               |
| 19  | FW      | Lukas Hinterseer      | 28. marec 1991          | 12      | 0       | Ingolstadt 04       |
| 20  | FW      | Michael Gregoritsch   | 18. april 1994          | 1       | 0       | Hamburger SV        |

### Strokovno vodstvo
- Predsednik: Dr. Leo Windtner
- Športni direktor: Willibald Ruttensteiner
- Selektor: Marcel Koller
- Pomočnik trenerja: Thomas Janeschitz
- Trener vratarjev: Klaus Lindenberger
- Kondicijski trener: Roger Thomas Spry

## Udeležbe na turnirjih
| Leto   | Krog                  | Pozicija              | ŠT                    | Z                     | N                     | P                     | DG                    | PG                    |
| ------ | --------------------- | --------------------- | --------------------- | --------------------- | --------------------- | --------------------- | --------------------- | --------------------- |
| 1930   | Niso igrali           | Niso igrali           | Niso igrali           | Niso igrali           | Niso igrali           | Niso igrali           | Niso igrali           | Niso igrali           |
| 1934   | Četrto mesto          | 4°                    | 4                     | 2                     | 0                     | 2                     | 7                     | 7                     |
| 1938   | Niso igrali           | Niso igrali           | Niso igrali           | Niso igrali           | Niso igrali           | Niso igrali           | Niso igrali           | Niso igrali           |
| 1950   | Niso igrali           | Niso igrali           | Niso igrali           | Niso igrali           | Niso igrali           | Niso igrali           | Niso igrali           | Niso igrali           |
| 1954   | Tretje mesto          | 3°                    | 5                     | 4                     | 0                     | 1                     | 17                    | 12                    |
| 1958   | Group stage           | 15th                  | 3                     | 0                     | 1                     | 2                     | 2                     | 7                     |
| 1962   | Niso igrali           | Niso igrali           | Niso igrali           | Niso igrali           | Niso igrali           | Niso igrali           | Niso igrali           | Niso igrali           |
| 1966   | Niso se kvalificirali | Niso se kvalificirali | Niso se kvalificirali | Niso se kvalificirali | Niso se kvalificirali | Niso se kvalificirali | Niso se kvalificirali | Niso se kvalificirali |
| 1970   | Niso se kvalificirali | Niso se kvalificirali | Niso se kvalificirali | Niso se kvalificirali | Niso se kvalificirali | Niso se kvalificirali | Niso se kvalificirali | Niso se kvalificirali |
| 1974   | Niso se kvalificirali | Niso se kvalificirali | Niso se kvalificirali | Niso se kvalificirali | Niso se kvalificirali | Niso se kvalificirali | Niso se kvalificirali | Niso se kvalificirali |
| 1978   | 2.krog                | 7°                    | 6                     | 3                     | 0                     | 3                     | 7                     | 10                    |
| 1982   | 2.krog                | 8°                    | 5                     | 2                     | 1                     | 2                     | 5                     | 4                     |
| 1986   | Niso se kvalificirali | Niso se kvalificirali | Niso se kvalificirali | Niso se kvalificirali | Niso se kvalificirali | Niso se kvalificirali | Niso se kvalificirali | Niso se kvalificirali |
| 1990   | Skupinski del         | 18°                   | 3                     | 1                     | 0                     | 2                     | 2                     | 3                     |
| 1994   | Niso se kvalificirali | Niso se kvalificirali | Niso se kvalificirali | Niso se kvalificirali | Niso se kvalificirali | Niso se kvalificirali | Niso se kvalificirali | Niso se kvalificirali |
| 1998   | Skupinski del         | 23°                   | 3                     | 0                     | 2                     | 1                     | 3                     | 4                     |
| 2002   | Niso se kvalificirali | Niso se kvalificirali | Niso se kvalificirali | Niso se kvalificirali | Niso se kvalificirali | Niso se kvalificirali | Niso se kvalificirali | Niso se kvalificirali |
| 2006   | Niso se kvalificirali | Niso se kvalificirali | Niso se kvalificirali | Niso se kvalificirali | Niso se kvalificirali | Niso se kvalificirali | Niso se kvalificirali | Niso se kvalificirali |
| 2010   | Niso se kvalificirali | Niso se kvalificirali | Niso se kvalificirali | Niso se kvalificirali | Niso se kvalificirali | Niso se kvalificirali | Niso se kvalificirali | Niso se kvalificirali |
| 2014   | Niso se kvalificirali | Niso se kvalificirali | Niso se kvalificirali | Niso se kvalificirali | Niso se kvalificirali | Niso se kvalificirali | Niso se kvalificirali | Niso se kvalificirali |
| 2018   | TBD                   | TBD                   | TBD                   | TBD                   | TBD                   | TBD                   | TBD                   | TBD                   |
| 2022   | TBD                   | TBD                   | TBD                   | TBD                   | TBD                   | TBD                   | TBD                   | TBD                   |
| Skupaj | Tretje mesto          | 7/20                  | 29                    | 12                    | 4                     | 13                    | 43                    | 47                    |

| Leto   | Krog                  | Pozicija              | ŠT                    | Z                     | N                     | P                     | DG                    | PG                    |
| ------ | --------------------- | --------------------- | --------------------- | --------------------- | --------------------- | --------------------- | --------------------- | --------------------- |
| 1960   | Niso se kvalificirali | Niso se kvalificirali | Niso se kvalificirali | Niso se kvalificirali | Niso se kvalificirali | Niso se kvalificirali | Niso se kvalificirali | Niso se kvalificirali |
| 1964   | Niso se kvalificirali | Niso se kvalificirali | Niso se kvalificirali | Niso se kvalificirali | Niso se kvalificirali | Niso se kvalificirali | Niso se kvalificirali | Niso se kvalificirali |
| 1968   | Niso se kvalificirali | Niso se kvalificirali | Niso se kvalificirali | Niso se kvalificirali | Niso se kvalificirali | Niso se kvalificirali | Niso se kvalificirali | Niso se kvalificirali |
| 1972   | Niso se kvalificirali | Niso se kvalificirali | Niso se kvalificirali | Niso se kvalificirali | Niso se kvalificirali | Niso se kvalificirali | Niso se kvalificirali | Niso se kvalificirali |
| 1976   | Niso se kvalificirali | Niso se kvalificirali | Niso se kvalificirali | Niso se kvalificirali | Niso se kvalificirali | Niso se kvalificirali | Niso se kvalificirali | Niso se kvalificirali |
| 1980   | Niso se kvalificirali | Niso se kvalificirali | Niso se kvalificirali | Niso se kvalificirali | Niso se kvalificirali | Niso se kvalificirali | Niso se kvalificirali | Niso se kvalificirali |
| 1984   | Niso se kvalificirali | Niso se kvalificirali | Niso se kvalificirali | Niso se kvalificirali | Niso se kvalificirali | Niso se kvalificirali | Niso se kvalificirali | Niso se kvalificirali |
| 1988   | Niso se kvalificirali | Niso se kvalificirali | Niso se kvalificirali | Niso se kvalificirali | Niso se kvalificirali | Niso se kvalificirali | Niso se kvalificirali | Niso se kvalificirali |
| 1992   | Niso se kvalificirali | Niso se kvalificirali | Niso se kvalificirali | Niso se kvalificirali | Niso se kvalificirali | Niso se kvalificirali | Niso se kvalificirali | Niso se kvalificirali |
| 1996   | Niso se kvalificirali | Niso se kvalificirali | Niso se kvalificirali | Niso se kvalificirali | Niso se kvalificirali | Niso se kvalificirali | Niso se kvalificirali | Niso se kvalificirali |
| 2000   | Niso se kvalificirali | Niso se kvalificirali | Niso se kvalificirali | Niso se kvalificirali | Niso se kvalificirali | Niso se kvalificirali | Niso se kvalificirali | Niso se kvalificirali |
| 2004   | Niso se kvalificirali | Niso se kvalificirali | Niso se kvalificirali | Niso se kvalificirali | Niso se kvalificirali | Niso se kvalificirali | Niso se kvalificirali | Niso se kvalificirali |
| 2008   | Skupinski del         | 13°                   | 3                     | 0                     | 1                     | 2                     | 1                     | 3                     |
| 2012   | Niso se kvalificirali | Niso se kvalificirali | Niso se kvalificirali | Niso se kvalificirali | Niso se kvalificirali | Niso se kvalificirali | Niso se kvalificirali | Niso se kvalificirali |
| 2016   | Skupinski del         | 22°                   | 3                     | 0                     | 1                     | 2                     | 1                     | 4'                    |
| Skupaj | Skupinski del         | 2/15                  | 6                     | 0                     | 2                     | 4                     | 2                     | 7                     |

## Statistika
| # | Ime                | Reprezentančna kariera | Nastopi | Zadetki |
| - | ------------------ | ---------------------- | ------- | ------- |
| 1 | Andreas Herzog     | 1988–2003              | 103     | 26      |
| 2 | Anton Polster      | 1982–2000              | 95      | 44      |
| 3 | Gerhard Hanappi    | 1948–1964              | 93      | 12      |
| 4 | Karl Koller        | 1952–1965              | 86      | 5       |
| 5 | Friedrich Koncilia | 1970–1985              | 84      | 0       |
| 5 | Bruno Pezzey       | 1975–1990              | 84      | 9       |
| 7 | Herbert Prohaska   | 1974–1989              | 83      | 10      |
| 8 | Christian Fuchs    | 2006–2016              | 78      | 1       |
| 9 | Johann Krankl      | 1973–1985              | 69      | 34      |
| 9 | Andreas Ivanschitz | 2003–2014              | 69      | 12      |

| #  | Ime               | Reprezentančna kariera | Zadetki | Nastopi | Zadetki na tekmo |
| -- | ----------------- | ---------------------- | ------- | ------- | ---------------- |
| 1  | Anton Polster     | 1982–2000              | 44      | 95      | 0.46             |
| 2  | Johann Krankl     | 1973–1985              | 34      | 69      | 0.49             |
| 3  | Johann Horvath    | 1924–1934              | 29      | 46      | 0.63             |
| 4  | Erich Hof         | 1957–1968              | 28      | 37      | 0.76             |
| 5  | Marc Janko        | 2006–present           | 28      | 59      | 0.47             |
| 6  | Anton Schall      | 1927–1934              | 27      | 28      | 0.96             |
| 7  | Matthias Sindelar | 1926–1937              | 26      | 43      | 0.6              |
| 8  | Andreas Herzog    | 1988–2003              | 26      | 103     | 0.25             |
| 9  | Karl Zischek      | 1931–1945              | 24      | 40      | 0.6              |
| 10 | Walter Schachner  | 1976–1994              | 23      | 64      | 0.36             |

### Zgodovina dresov reprezentance
| Ekipne barve | Ekipne barve | Ekipne barve |
| Ekipne barve |              |              |
| Ekipne barve |              |              |
|              |              |              |
| 1978         |              |              |

| Ekipne barve | Ekipne barve | Ekipne barve |
| Ekipne barve |              |              |
| Ekipne barve |              |              |
|              |              |              |
| 1982         |              |              |

| Ekipne barve | Ekipne barve | Ekipne barve |
| Ekipne barve |              |              |
| Ekipne barve |              |              |
|              |              |              |
| 1990         |              |              |

| Ekipne barve | Ekipne barve | Ekipne barve |
| Ekipne barve |              |              |
| Ekipne barve |              |              |
|              |              |              |
| 1992         |              |              |

| Ekipne barve | Ekipne barve | Ekipne barve |
| Ekipne barve |              |              |
| Ekipne barve |              |              |
|              |              |              |
| 1998         |              |              |

| Ekipne barve | Ekipne barve | Ekipne barve |
| Ekipne barve |              |              |
| Ekipne barve |              |              |
|              |              |              |
| 2008         |              |              |

| Ekipne barve | Ekipne barve | Ekipne barve |
| Ekipne barve |              |              |
| Ekipne barve |              |              |
|              |              |              |
| 2012         |              |              |

| Ekipne barve | Ekipne barve | Ekipne barve |
| Ekipne barve |              |              |
| Ekipne barve |              |              |
|              |              |              |
| 2014         |              |              |

| Ekipne barve | Ekipne barve | Ekipne barve |
| Ekipne barve |              |              |
| Ekipne barve |              |              |
|              |              |              |
| 2016         |              |              |

Trenutni opremljevalec Avstrijske reprezentance od leta 1978 je Puma.